# Format del disc

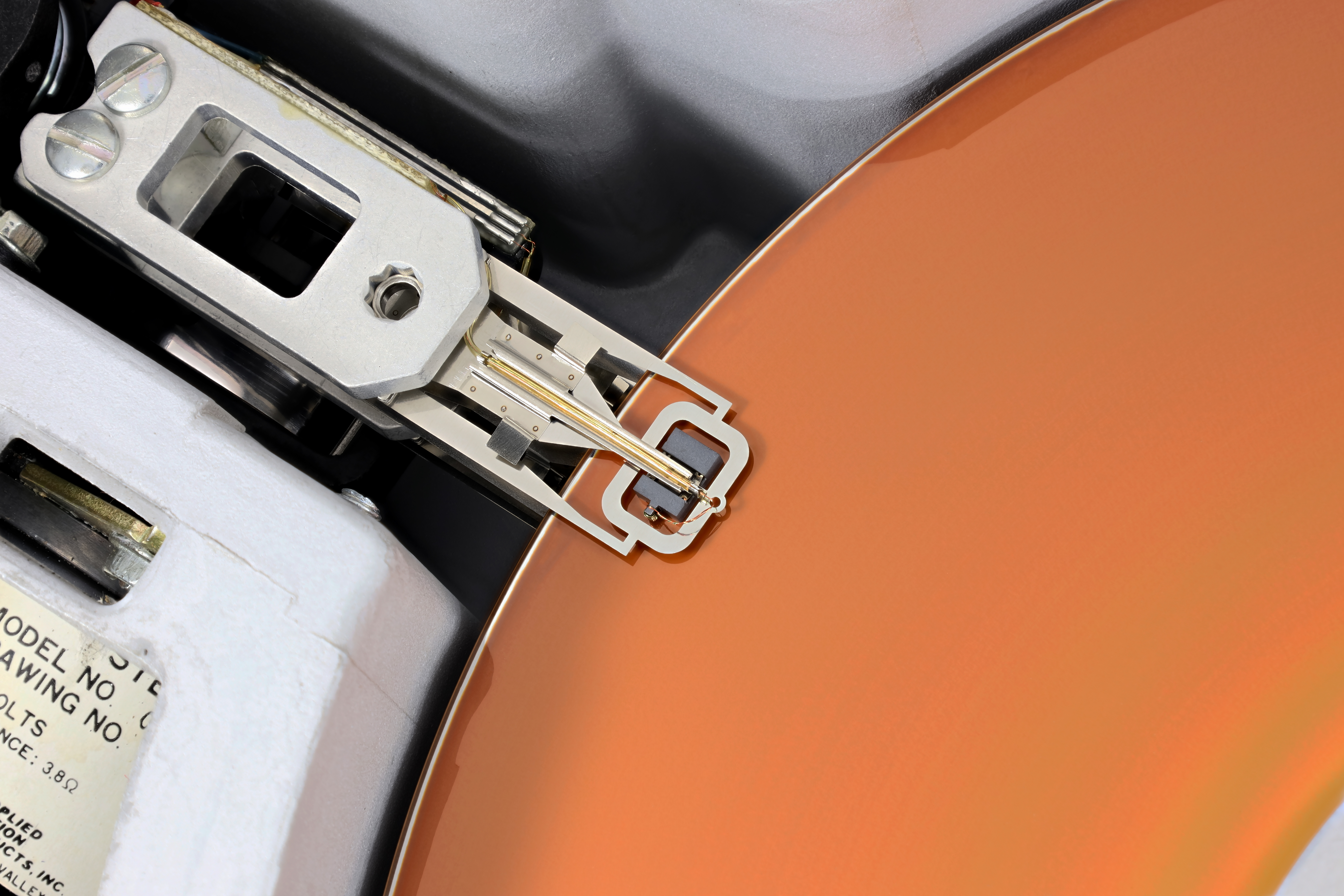
Capçal de disc Shugart SA1004 HDD- R W

La formatació del disc és el procés de preparació d'un dispositiu d'emmagatzematge de dades, com ara una unitat de disc dur, una unitat d'estat sòlid, un disquet, una targeta de memòria o una unitat flash USB per al seu ús. inicial. En alguns casos, l'operació de formatació també pot crear un o més sistemes de documents nous. La primera part del procés de formatació que realitza la preparació bàsica del mitjà sovint s'anomena "formatació de baix nivell". Particionar és el terme comú per a la segona part del procés, dividint el dispositiu en diversos subdispositius i, en alguns casos, s'escriu informació al dispositiu la qual cosa permet d'engegar un sistema operatiu des d'aquest. La tercera part del procés, normalment anomenada "formatació d'alt nivell", es refereix més sovint al procés de generació d'un nou sistema de documents. En alguns sistemes operatius, tots o parts d'aquests tres processos es poden combinar o repetir a diferents nivells i el terme "formatació" s'entén com una operació en la qual un nou suport de disc és totalment preparat per a emmagatzemar fitxers. Algunes utilitats de formatació permeten de distingir entre un format ràpid, que no esborra totes les dades existents, i una opció llarga que sí que esborra totes les dades existents.
Com a regla general, formatar un disc de manera predeterminada deixa la majoria, si no totes, les dades existents al suport del disc; alguns o la majoria dels quals poden recuperar amb eines privilegiades o especials . Les eines especials poden eliminar les dades de l'usuari amb una sola sobreescriptura de tots els fitxers i espai lliure.

## Història
Un bloc, un nombre contigu de bytes, és la unitat mínima d'emmagatzematge que es llegeix i escriu en un disc per un controlador de disc. Les primeres unitats de disc tenien mides de bloc fixes (per exemple, la unitat d'emmagatzematge de disc IBM 350 (de finals de la dècada de 1950) era de 100 caràcters de sis bits), però a partir del 1301 IBM comercialitzava subsistemes que presentaven mides de bloc variables: un particular la pista podria tenir blocs de diferents mides. Els subsistemes de disc i altres dispositius d'emmagatzematge d'accés directe a l'IBM System/360 van ampliar aquest concepte en forma de Count Key Data (CKD) i posteriorment Extended Count Key Data (ECKD); tanmateix, l'ús de la mida de bloc variable als HDD va deixar d'utilitzar-se a la dècada de 1990; un dels últims HDD que va suportar una mida de bloc variable va ser l'IBM 3390 Model 9, anunciat el maig de 1993.
Les unitats de disc dur modernes, com ara les unitats Serial attached SCSI (SAS) i Serial ATA (SATA), apareixen a les seves interfícies com un conjunt contigu de blocs de mida fixa; durant molts anys 512 bytes de llarg, però a partir del 2009 i accelerant-se fins al 2011, tots els principals fabricants d'unitats de disc dur van començar a llançar plataformes d'unitats de disc dur utilitzant el format avançat de blocs lògics de 4096 bytes. En general, els disquets només utilitzaven mides de bloc fixes, però aquestes mides eren una funció del sistema operatiu de l'amfitrió i la seva interacció amb el seu controlador, de manera que un tipus particular de suport (per exemple, DSDD de 5¼ polzades) tingués diferents mides de bloc segons el sistema operatiu amfitrió i controlador.
En general, els discos òptics només utilitzen mides de bloc fixes.

## Procés de formatació d'un disc
Formatar un disc perquè l'utilitzi un sistema operatiu i les seves aplicacions normalment implica tres processos diferents.
1. La formatació de baix nivell (és a dir, el més proper al maquinari) marca les superfícies dels discs amb marcadors que indiquen l'inici d'un bloc de gravació (típicament avui anomenats marcadors de sector) i altra informació com el bloc CRC que s'utilitzarà més tard, en operacions normals, per el controlador de disc per llegir o escriure dades. Aquesta pretén ser la base permanent del disc, i sovint es completa a la fàbrica.
2. La partició divideix un disc en una o més regions, escrivint estructures de dades al disc per indicar l'inici i el final de les regions. Aquest nivell de format sovint inclou la comprovació de pistes o sectors defectuosos.
3. El format d'alt nivell crea el format del sistema de fitxers dins d'una partició de disc o un volum lògic. Aquest format inclou les estructures de dades utilitzades pel sistema operatiu per identificar el contingut de la unitat lògica o la partició. Això pot passar durant la instal·lació del sistema operatiu o quan s'afegeix un disc nou. El disc i el sistema de fitxers distribuïts poden especificar un bloc d'arrencada opcional i/o informació sobre volums i directoris per al sistema operatiu.

### Formatació de baix nivell de disquets
La formatació de baix nivell dels disquets (i dels primers discs durs) el realitza el controlador de la unitat de disc.
Per a un disquet estàndard d'1,44 MB, el format de baix nivell normalment escriu 18 sectors de 512 bytes a cadascuna de les 160 pistes (80 a cada costat) del disquet, proporcionant 1.474.560 bytes d'emmagatzematge al disc.
Els sectors físics són realment més grans que 512 bytes, ja que a més del camp de dades de 512 bytes inclouen un camp d'identificador de sector, bytes CRC (en alguns casos bytes de correcció d'errors) i espais entre els camps. Aquests bytes addicionals normalment no s'inclouen a la figura citada per a la capacitat d'emmagatzematge global del disc.

### Formatació de baix nivell (LLF) de discs durs
Les unitats de disc dur anteriors a la dècada de 1990 normalment tenien un controlador de disc independent que definia com es codificaven les dades al suport. Amb els mitjans, la unitat i/o el controlador possiblement adquirits a proveïdors separats, els usuaris sovint podien realitzar un format de baix nivell. La contractació separada també tenia el potencial d'incompatibilitat entre els components separats, de manera que el subsistema no emmagatzemaria dades de manera fiable. El format de baix nivell (LLF) instigat per l'usuari de les unitats de disc dur era comú per als sistemes d'ordinadors personals i miniordinadors fins a la dècada de 1990. IBM i altres proveïdors de sistemes mainframe normalment subministraven les seves unitats de disc dur (o suports en el cas dels HDD de suport extraïble) amb un format de baix nivell. Normalment, això implicava subdividir cada pista del disc en un o més blocs que contindrien les dades de l'usuari i la informació de control associada. Diferents ordinadors utilitzaven diferents mides de bloc i IBM utilitzava notablement mides de blocs variables, però la popularitat de l'IBM PC va fer que la indústria adoptés un estàndard de 512 bytes de dades d'usuari per bloc a mitjans dels anys vuitanta.

### Formatació d'alt nivell
La formatació d'alt nivell és el procés de configurar un sistema de fitxers buit en una partició de disc o un volum lògic i, per a ordinadors, instal·lar un sector d'arrencada. Sovint és una operació ràpida i de vegades es coneix com a format ràpid.
Formater una unitat lògica sencera o una partició es pot escaneritzar opcionalment per a detectar defectes, cosa que pot trigar un temps considerable. En el cas dels disquets, el formatat d'alt i baix nivell s'acostuma a realitzar en una sola passada pel programari de formatació de disc. Normalment, els disquets de vuit polzades tenien un format de baix nivell i s'omplien amb un valor d'emplenament de format de 0xE5. Des de la dècada de 1990, la majoria de disquets de 5,25 i 3,5 polzades s'envien preformatats de fàbrica com a disquets DOS FAT12.